# Stirlingshire

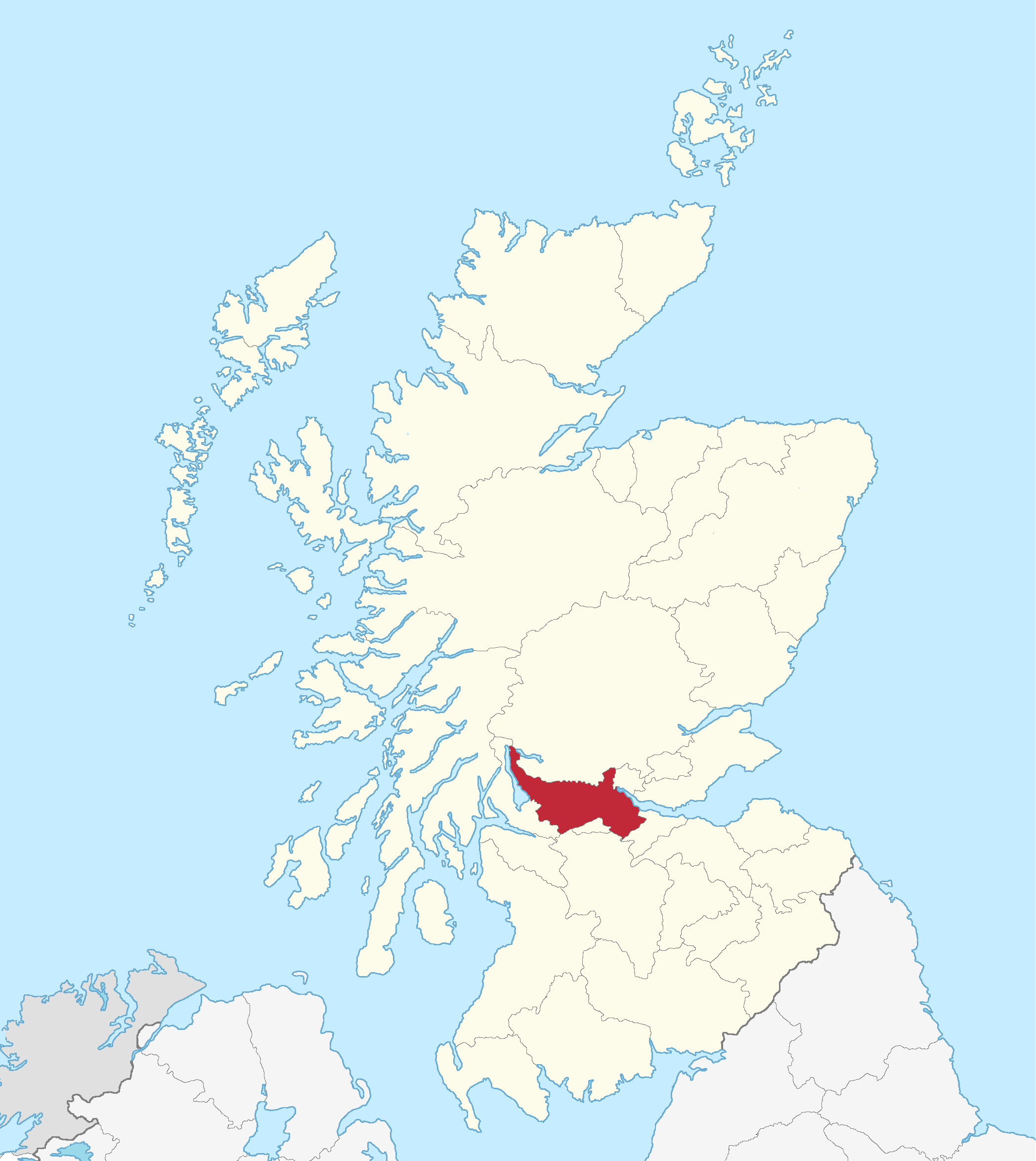
Lage von Stirlingshire in Schottland

Stirlingshire (schottisch-gälisch Siorrachd Sruighlea) ist eine traditionelle Grafschaft in Schottland. Historische Hauptstadt und namensgebender Ort ist die Stadt Stirling, weitere bedeutende Orte sind Falkirk, Kilsyth und Grangemouth.
Stirlingshire liegt größtenteils in den Central Lowlands, bis auf den nordwestlichen Teil, der an der östlichen Seite von Loch Lomond angrenzt.

## Geschichte
In der Region fanden im Mittelalter drei große Schlachten statt: 1297 fand im schottischen Unabhängigkeitskrieg die Schlacht von Stirling Bridge statt, bei der die schottischen Truppen unter Andrew de Moray und seinem Unterführer William Wallace bei der Brücke über den Forth bei Stirling siegte, ein Jahr später bei Falkirk und 1314 bei Bannockburn.
Stirlingshire hatte eine blühende Wirtschaftsgeschichte und profitierte von mehreren günstigen Bedingungen: Zum einen dem gleichzeitigen Vorkommen von Eisen und Kohle, in Nachbarschaft zu Kalkstein und Ganister, die zum Schmelzvorgang benötigt werden. Und zum anderen der Nähe zum Meer, in zwei Richtungen. Dies alles begünstigte zur Zeit der Industrialisierung die Ansiedlung der Eisen- und Stahlindustrie. Um 1800 waren die Carron Iron Works nahe Falkirk eine der größten Schmelzhütten Europas. Das Unternehmen ging nach einer langen Erfolgsgeschichte 1982 im Rahmen der Stahlkrise insolvent und ist seither als Carron Phoenix Teil der Franke Holding, wobei nur noch Teile der Produktion in Stirlingshire stattfinden.

## Verwaltungsgeschichte
Als Verwaltungsgrafschaft bestand Stirlingshire zwischen 1890 und 1975 und ging dann im Wesentlichen in den Districts und schließlichen Council Areas Stirling und Falkirk der Region Central auf. Kilsyth mit Umgebung kam 1975 zur Region Strathclyde.
Die schottischen Regionen und Districts wurden 1996 aufgelöst. Seitdem gehört das Gebiet der traditionellen Grafschaft Stirlingshire zu den Council Area Stirling, Falkirk, North Lanarkshire und East Dunbartonshire. Stirlingshire ist heute noch eine der Lieutenancy Areas von Schottland.